# Václav Kolátor
Václav Kolátor (15. března 1899, Praha – 27. listopadu 1983, Praha-Vršovice) byl český architekt, odborník přes stavbu koupališť a závodní plavec.

## Životopis
Václav Kolátor se narodil 15. března 1899 v Praze. Okolo roku 1919 se podílel na vzniku Českého plaveckého svazu, působil zejména jako zapisovatel a předložil i několik návrhů na vlajku svazu. Roku 1925 dokončil studia na ČVUT. V této době začíná spolupracovat s architektem a spolužákem Vladimírem Frýdou. 

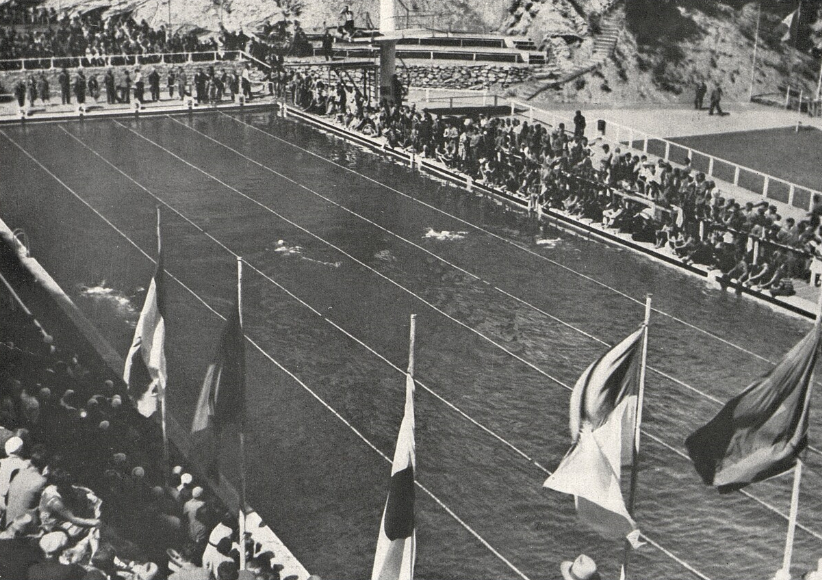
Barrandovský plavecký bazén (3. středoškolské hry, červen 1932)

Roku 1929 získal pozici na Stavebním úřadu hlavního města Prahy a začal pracovat na svém nejznámějším projektu, barrandovské plovárně a oficiálním plaveckém stadionu Českého plaveckého svazu. Stavba byla dokončena roku 1931. Díky této stavbě se stal uznávaným odborníkem na koupaliště a postavil jich několik desítek po celém Československu. Roku 1930 také navrhl přestavbu budovy prvního dívčího reálného gymnázia ve Vladislavově ulici v Praze.
Václav Kolátor byl levicově orientovaný a byl členem Komunistické strany Československa, což mu po Druhé světové válce vyneslo funkci ve vedení Odboru výstavby Ústředního národního výboru hlavního města Prahy a publikoval články v oficiálním architektonickém periodiku Architektura ČSR.

## Dílo

### Realizace
- Přestavba městského dívčího reálného gymnázia, Praha 1 (1930)
- Plavecký stadion Českého plaveckého klubu, Praha 5 (1931)
- Koupaliště Eva, Piešťany (s Franzem Wimmerem a Endrem Szönyim), (1935)
- Fischerova vila, Jilemnice (s Vladimírem Frýdou a Aloisem Vavroušem), (1935)
- Koupaliště, Sliač (1935)
- Koupaliště, Česká Třebová (1938)
- Koupaliště, Volyně (1941)
- Koupaliště, Chrudim (1951)

Václav Kolátor navrhl i další koupaliště, např. v Staré Pace, Frýdštejnu, Českých Budějovicích, Litomyšli či v Novém Městu nad Metují). Spolurealizoval plaveckou sekci SVTVS v Plaveckém stadionu v Podolí spolu s Jiřím Krohou, Vilémem Kvasničkou a architektem Marešem roku 1966.

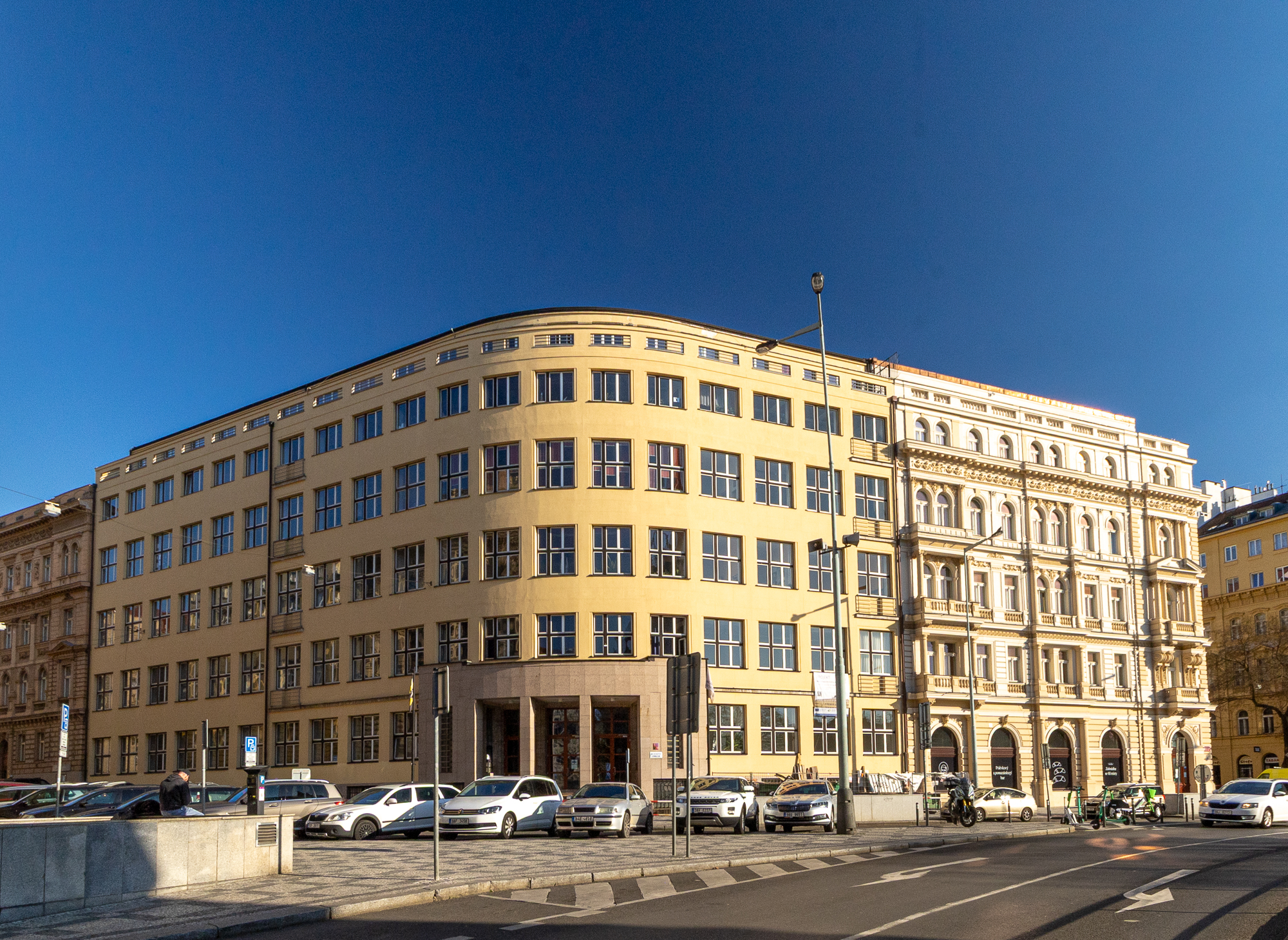
Přestavba dívčího gymnázia, 1930
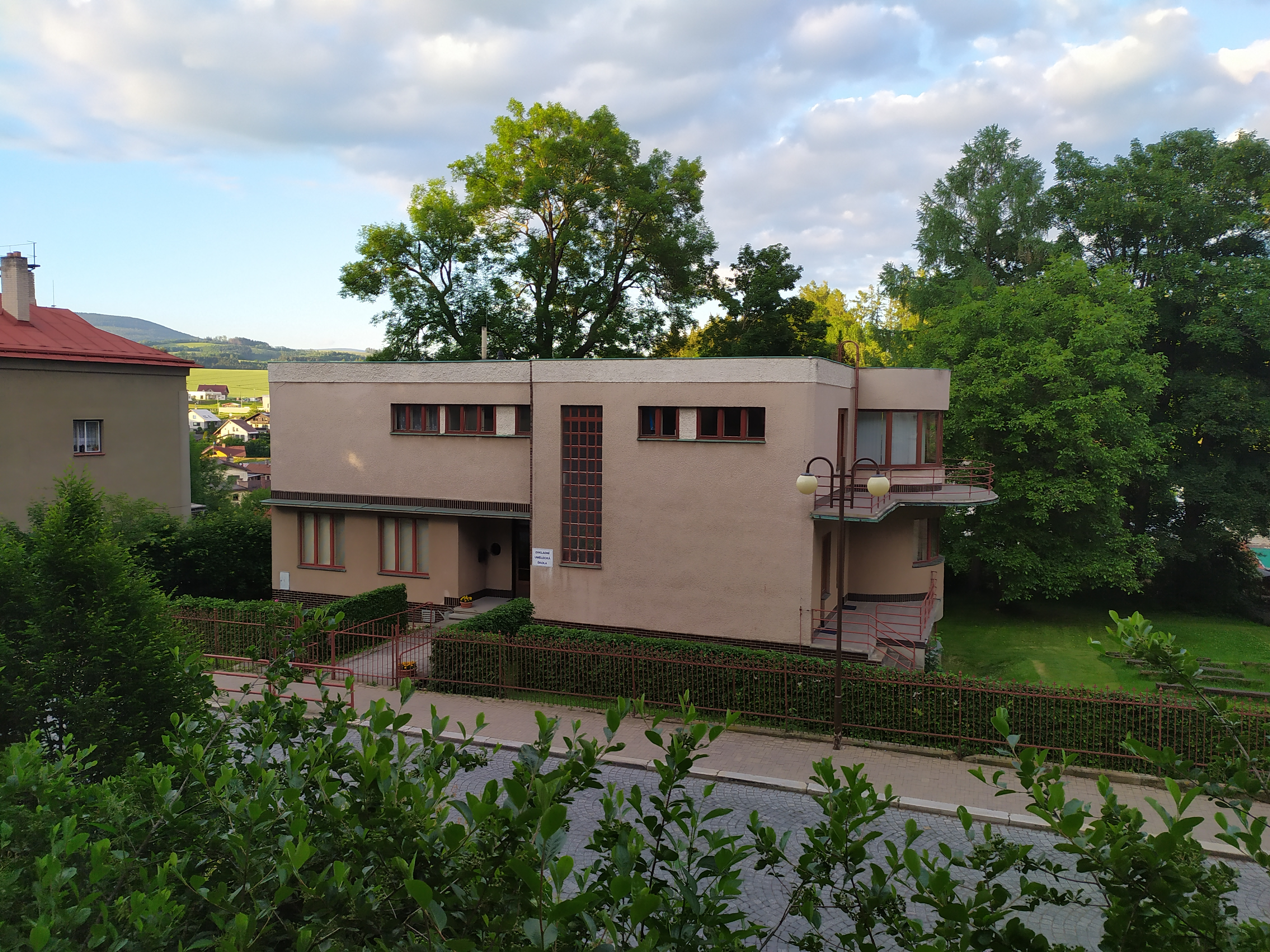
Fischerova vila v Jilemnici (1934)